# Hiroki Uchi
Hiroki Uchi (内 博貴, Uchi Hiroki) est un acteur et chanteur japonais né le 10 septembre 1986 à Ōsaka au Japon. Assez grand (1,78 m), mince (58 kg), il est suivi par Johnny's Entertainment et fait partie des groupes NewS et Kanjani8.
Le 15 juillet 2005 Uchi est accusé d'avoir bu de l'alcool alors qu'il est encore mineur, il sera suspendu de ses 2 groupes Kanjani8 et NewS
Il a participé à quatre drama et un anime (One Piece).